# Partinello
Partinello es una comuna y población de Francia, en la región de Córcega, departamento de Córcega del Sur.
Su población en el censo de 1999 era de 113 habitantes.

## Demografía
| 101 | 111 | 114 | 127 | 113 | 89 |
| Para los censos de 1962 a 1999 la población legal corresponde a la población sin duplicidades (Fuente: INSEE [Consultar]) |     |     |     |     |    |

- Datos: Q274159
- Multimedia: Partinello / Q274159

1. ↑  Worldpostalcodes.org, código postal n.º 20147.
2. ↑  INSEE, Datos de población para el año 2012 de Partinello (en francés).